# 프로젝트 블루북
프로젝트 블루북(Project Blue Book)은 1952년 3월부터 1969년 12월 17일까지 미국 공군에서 진행되었던 미확인 비행 물체에 대한 조직적 연구에 대한 암호명이다. 오하이오주의 라이트-패터슨 공군기지에 본부를 두고 에드워드 J. 루펠트 대위가 지휘를 맡아 이전 작전들인 1947년의 프로젝트 사인(Sign)과 1948년의 프로젝트 그러지(Grudge)와 비슷한 임무를 수행했다. 프로젝트 블루북은 UFO가 국가 안보에 위협인지를 판가름하는 한편 UFO 관련 자료들을 과학적으로 분석하기 위한 연구였다.
이 프로젝트를 통해 수 천 건의 UFO 관련 보고들이 수집되어 분석되고 분류되었으나 UFO 연구가 의미있는 과학적 결과를 내기 어렵다는 콘돈 보고서와 그 보고서를 감정한 전미(全美) 과학 아카데미의 소견에 따라 프로젝트 블루북은 1969년 종결되었고 미 공군은 이 조사에 대한 다음과 같은 결론을 요약으로 내놓았다.

1. UFO 관련 보고와 조사와 평가에 있어 공군은 이것이 국가 안보의 위협적이라는 단 하나의 요소도 발견하지 못했다.
2. 보고되거나 수집된 "미확인"으로 분류된 목격들에 있어 현재의 과학적 지식을 넘어서는 발달된 기술이나 원리의 존재를 보여주는 증거는 없었다.
3. "미확인"으로 분류된 목격들에 있어 이것이 외계의 물체라는 증거 또한 없었다.

종결되던 시점에 프로젝트 블루북은 총 12,618건의 보고들을 수집했고 이들 대부분이 자연현상(구름, 별 등)이나 일반 비행기들을 잘못 본 것이라는 결론을 내렸다. 국가정찰국에 따르면 많은 목격들이 이전에는 기밀이었던 비밀 정찰기 U-2와 A-12를 오인한 것이라고 한다. 한편 매우 엄격한 분석 후에도 701개의 보고가 설명불가로 분류되었다. UFO 보고서들은 분류되어 저장되었고 정보자유법에 의해 취득할 수 있게 되었지만 모든 목격자들의 이름이나 개인 신상에 관한 내용들은 삭제되어 있다.

## 선행 프로젝트들
미공군의 공적 UFO 연구가 개시된 것은 1947년 프로젝트 사인(Sign)으로 이미 널리 알려져 있던 UFO 목격들을 추적 조사했다. 프로젝트 사인은 공군 지휘통제망의 수장이었던 네이선 트위닝 장군의 주도 하에 시작되었는데 라이트-패터슨 공군기지를 거점으로 하였고 이후 다른 여러 공적인 UFO 조사가 이 곳에서 진행되었다.
프로젝트 사인은 여러 목격들의 원인을 규명함에 있어 공식적 결론을 내리지 않았다. 하지만 프로젝트 블루북의 첫 책임자였던 에드워드 J. 루펠트 대위에 의하면 1948년 여름에 작성된 프로젝트 사인의 최초 정보판단은 (상황판단 이라고도 한다) 비행접시는 실제 비행 물체로 소련이나 미국에서 만들어진 것이 아니며 외계에서 온 것일 가능성이 농후하다는 결론을 내렸다. 이 판단은 이후 미공군 참모총장인 호이트 반덴버그 장군에 의해 증거 불충분으로 거부되었고 반덴버그 장군은 프로젝트 사인을 해산시켰다.
프로젝트 사인은 1948년 말에 프로젝트 그러지(Grudge)로 이첩되었는데 이들은 UFO 관련 목격들이 모두 오류임을 증명하는 것이 주 업무라는 비판을 받았다. 루펠트 대위는 프로젝트 그러지가 미공군 UFO 조사의 "암흑시대"라 평했다. 그러지는 모든 UFO는 자연현상이거나 혹은 오해라고 결론내렸는데 그럼에도 불구하고 사례의 23 퍼센트는 설명불가하다고 했다.

## 프로젝트 블루북

### 루펠트 대위 시절
에드워드 J. 루펠트 대위에 따르면 1951년 말, 매우 영향력있는 고위급 공군 장군 몇이 미 공군이 그동안 벌여온 UFO 조사에 불만을 품고 프로젝트 그러지를 해체하고 1952년 3월에 프로젝트 블루북을 가동시켰다고 한다. 이들 중 하나가 찰스 P. 캐벨 장군이었다. 중대한 변화가 온 것은 윌리엄 갈랜드 장군이 합류하면서 였는데 그는 UFO 관련하여 엄중하고 철저한 조사가 이루어져야 한다고 생각했다. 그 자신 또한 UFO 목격자였기 때문이다.
프로젝트의 새로운 이름인 블루북은 대학교에서 시험 칠 때 사용하는 파란색 작은 공책에서 따온 것이었다. 루펠트 대위에 의하면 이 이름은 고위급 간부들이 이 프로젝트에 얼마나 주의를 기울이고 있음을 보여주는 것이라고 했다. UFO를 연구하는 것이 마치 대학교에서 기말고사를 치는 것과 같은 중대함을 갖고 있다는 의미였다. 또한 블루북을 위해 새로이 항공 현상 부서를 신설하면서 그 위상이 그러지보다 훨씬 향상되었다.
이 프로젝트의 수장이 루펠트 대위였다. 경험이 풍부한 공군 조종사였던 그는 2차 대전시 미 육군항공단 소속으로 활약하며 훈장을 받기도 했으며 이후 항공학 학위를 받았다. "비행접시"등과 같은 표현을 공식적으로 "UFO(미확인 비행 물체 Unidentified Flying Object)"라고 명명한 것도 그였다. 그는 "미확인 비행 물체"가 더 중립적이고 정확한 표현이라고 여겼다. 공군에서 전역한 그는 <미확인 비행 물체에 대한 보고서>라는 책을 썼는데 여기에는 미 공군에서 1947년부터 1955년까지 진행했던 UFO에 대한 연구 조사들이 담겨있다. 미국의 과학자인 마이클 D. 스워즈는 "루펠트는 UFO 조사에 진정한 노력을 기울였던 마지막 인물이다"라고 했다.
루펠트 대위는 다수의 새로운 정책을 시행했다.  우선 UFO의 목격을 보고하는 방식을 효율적으로 바꾸었는데 이는 목격자들이 오명을 뒤짚어 쓰거나 조롱을 당하는 것을 최소화하고자 하려는 의도도 있었다. 또한 목격자들의 진술을 받기 위한 표준 질문서를 개발하여 통계분석이 용이하도록 했다. 이를 위해 바텔연구소에 의뢰하여 질문서를 만들고 데이터를 컴퓨터화 할 수 있도록 했다. 사례 보고들과 컴퓨터화한 데이터를 통해 바텔연구소는 미 공군이 보유한 모든 UFO 사례들에 대한 과학적이고 통계적인 방대한 연구를 진행하였고 이는 1954년에 <프로젝트 블루북 특별 보고서 14번>이라고 알려진 결과를 냈다.
프로젝트 사인이 알력 다툼으로 문제가 되었음을 알고 있었던 루펠트는 사인의 참가자들이 UFO가 외계에서 온 것인지에 대하여 지지자와 비판자로 갈렸던 상황을 만들지 않기 위해 결론이 열려 있는 추측성 결말이 되지 않도록 주의했다. "루펠트는 자신의 임무를 매우 진지하게 여겼으며 스탭들에게도 그렇게 할 것을 기대했다. 그들 중에 누구라도 지나치게 회의적이나 혹은 확신으로 치우칠 경우 프로젝트에서 제외되었다"고 마이클 홀은 적고 있다. 자신의 책에서 루펠트는 프로젝트 초기에 세 명을 해고했는데 그들이 지나친 "지지"나 "반대"의 입장을 취했기 때문이라고 했다. 그는 여러 과학자들과 전문가들의 조언을 구했으며 정기적으로 언론 브리핑과 매달 군정보기관에 기밀 보고를 올렸다.
미 공군 기지마다 블루북 소속 장교가 있어 UFO 관련 자료들을 수집하여 루펠트에게 전달했다. 루펠트가 책임자로 있는 동안에는 블루북 팀원들은 상부의 특별한 허가 없이도 UFO를 목격한 모든 군인과 군관계자들을 인터뷰할 수 있었다. 이런 전례없는 권한은 블루북 프로젝트가 얼마나 진지하게 여겨졌는지를 보여준다.
루펠트의 지도 하에 블루북 프로젝트는 다수의 유명한 UFO 사례들을 조사했다. 이중에는 러벅 불빛 사례 및 1952년 레이더 관측과 다수의 목격자들을 비롯하여 언론을 통해 널리 알려진 워싱턴 DC에서의 사례 등이 있다. 자크 밸리에 의하면 루펠트는 이후 블루북 프로젝트가 지속적으로 이어간 경향성을 만들었다. 그것은 UFO의 착륙에 관한 것이나 그 안에 타고 있는 이들과의 접촉에 관한 다수의 사례들의 경우들에는 진지한 고려나 조사를 하지 않은 것이다.
천문학자인 J. 알렌 하이넥 박사는 이 프로젝트의 과학 고문으로 프로젝트 사인과 그러지에도 참여했다. 그는 프로젝트가 마감될 때까지 함께 했으며 오늘날 미지와의 조우(클로우즈 인카운터)라는 분류법을 만들어 냈다. 그는 초기에는 단호한 회의론자였으나 연구를 진행하면서 설명이 불가능한 소수의 UFO 사례를 접한 이후 그러한 확신이 흔들렸다고 한다.
루펠트는 1953년 2월 블루북에서 잠시 사임하였다가 몇 개월 후 돌아왔는데 열 명 이상이었던 직원이 두 명으로 감소되었다. 이에 불만을 품은 루펠트는 방공(防空) 사령부(4602 항공정보 근무대대)를 UFO 연구에 참여시킨다는 안을 내기도 했다.

#### 로버트슨 청문회
1952년 7월, 그 이전 달에 워싱턴 DC에서 수백의 UFO 목격자가 나온 이후 워싱턴 DC의 내셔널 공항 가까이에서도 그와 합치하는 레이더 탐지가 잡혔다.
언론에 대대적으로 보도된 이후 CIA는 캘리포니아 공과대학의 물리학자인 H. P. 로버트슨 박사를 필두로 한 물리학자, 기상학자, 엔지니어들과 한 명의 천문학자(하이넥)로 구성된 패널을 꾸렸다. 로버트슨 패널은 UFO에 대한 일반 대중의 관심이 폭발적이었던 와중인 1953년 1월 14일에 처음으로 모임을 가졌다.
루펠트와 하이넥을 비롯한 여럿은 블루북에서 수집해 온 비디오 등을 포함한 최고의 증거 자료들을 제출했다. 6년 간의 이 데이터들을 12시간에 걸쳐 검토한 로버트슨 패널은 대부분의 UFO 목격 사례들은 일상적 현상으로 설명이 가능하며 더 조사를 벌이면 모든 사례들이 설명 가능하다고 보지만 그런 노력을 기울일 가치는 없어 보인다고 결론지었다.
최종 보고서에서 패널은 엉터리 같거나 증명 불가능한 UFO 사례들로 인해 국가의 정보 라인에 과부하가 걸리면서 정말 중요한 위협들을 놓쳐버릴 위험성이 있음을 강조하면서 공군에서 UFO 관련하여 너무 군력을 낭비하지 말 것과 실체를 폭로하여 대중들에게 알려주는 캠페인을 할 필요성이 있다고 권고했다. 이들은 월트 디즈니를 포함한 대중매체와 심리학자, 천문학자, 연예인들을 통해 이러한 현상들을 조롱하고 일상적인 설명을 제공해 줄 것을 제안했다.  또한 민간 UFO 그룹들에 대해서는 "대중들의 생각에 큰 영향을 끼칠 가능성이 있기 때문에 요주의해야 한다.... 명백한 무책임과 그러한 그룹들이 전복적인 목적으로 사용될 수 있을 가능성을 염두에 두어야 한다"고 했다.
로버트슨 패널의 다수 연구자들의 결론은 선전과 스파이 프로그램을 통해 여론은 조정할 것을 권고했다. 그들은 또한 이러한 권장 사항들을 통해 UFO 연구에 관한 공군 정책을 바로 그 직후 뿐 아니라 현재까지 형성하는데 영향을 주었다고 여겨진다. 이 이후 패널의 권고 사항이 최소한 20년 정도까지 수행되었다는 증거도 존재한다.
1953년 12월, 육해공군 합동규정 제146호에 의해 군인이 승인되지 않은 사람과 UFO 관련 기밀 보고서 내용을 논의하는 것은 범죄로 규정되었다. 이를 어길 경우 2년형과 1만불 이상의 벌금에 처할 수 있다.

#### 로버트슨 패널의 여파
자신의 책에서 루펠트는 로버트슨 패널의 결론이 블루북 직원들의 사기를 꺾었으며 자신들의 조사권한을 박탈당했다고 쓰고 있다.
로버트슨 패널의 권고사항을 기반으로 1953년 2월 공군은 즉시 공군 기지 장교들은 해결이 되었다고 결론지어진 경우를 제외한 모든 UFO 관련 미해결 사건들에 대한 기밀 유지와 일반 대중에게 알려지지 않도록 해야 한다는 내용의 200-2 조항을 만들었다.
같은 달, 새롭게 조직된 방공 사령부 제4602 항공정보중대(AISS)만이 조사권을 행사할 수 있도록 하였으며 4602 AISS는 정보와 국가 안보의 차원에서 가장 중요한 UFO 사건들만을 조사하는 임무를 받았다. 이러한 사건들은 의도적으로 블루북으로부터 빼돌려졌고 블루북은 보다 사소한 사례들만을 처리하도록 했다.
1947년 프로젝트 사인을 창단했던 나단 트위닝 장군이 공군참모총장이 되어 1954년 8월, 4602 AISS 업무에 관련하여 200-2 규정을 보강하였다. 또한 UFO는("UFOB"라 불림) "그 성능, 공기역학적 특성 또는 특이한 특징에 의해 현재 알려진 항공기 또는 미사일 유형과 일치하지 않거나 친숙한 물체로 확실하게 식별할 수 없는 모든 공중 물체"로 정의되었다. UFO 관련 조사는 국가 안보를 위함이며 "기술적 측면"임을 명백히 했다. 200-2 조항에서 재차 강조한 것은 블루북은 UFO 사례가 일반 현상으로 설명될 수 있을 경우에만 대중 매체와 나눌 수 있도록 했다. 그 정체가 미확인되었을 경우에는 미디어에게 상황을 분석 중이라고 하도록 했고 미확인의 수치를 최소화 하라는 지시가 블루북에 하달되었다.
이 모든 것은 비밀리에 진행되었다. 공적으로는 블루북이 계속하여 공군의 UFO 조사 업무를 맡는 것으로 되어있었으나 실상 그 핵심적 역할은 축소되어 중요성이 있는 사례를 조사하는 경우는 매우 적었고 점차적으로 그 업무는 대외적으로 UFO 사례들을 일반 현상들로 설명하는 것들로 국한되었다. 한 가지 예로 1956년의 경우 미해결 사건들의 수치는 0.4%로 떨어졌는데 그 이전 몇 년 간은 그 수치가 20-30% 정도였다.
결국 루펠트는 재배치를 요청했는데 그가 프로젝트를 떠날 즈음인 1953년 8월에는 직원들은 10여 명에서 그 자신과 2명의 부하들만이 있었다. 임시로 그를 대체한 이들은 하사관들이었다. 루펠트를 이어 블루북 책임자로 임명된 이들 대부분은 UFO에 대해 무관심하거나 노골적 적대감을 드러내기도 했으며 자금과 공식 지원의 부족으로 업무를 제대로 수행하기 힘들었다.
UFO 연구자들은 루펠트가 담당했던 짧은 기간이 공군의 공적 UFO 조사에 있어 그 정점에 있었다고들 얘기한다. 그 당시 UFO 연구자들은 진지하게 받아들여졌고 높은 수준의 지원을 받았다. 루펠트 이후 프로젝트 블루북은 다시금 "암흑 시대"로 떨어져 버렸고 많은 UFO 연구가들은 그 이후 다시 원상으로 회복되지 못했다고 말한다. 한편 루펠트는 나중에 UFO는 특별할 것이 없다는 블루북의 관점을 받아들였으며 이에 대해 "우주 시대 신화"라고 이름붙이기까지 했다.

### 하딘 대위 시절
1954년 3월, 찰스 하딘 대위가 블루북의 책임자로 임명되었는데 대부분의 UFO 조사는 4602 부대에서 담당했고 이에 대해 하딘은 이의를 제기하지 않았다. 루펠트는 하딘에 대해 "그는 UFO에 관심이 있는 이들은 정신이 이상하다고 생각했고 그런 이들에게 별 관심을 주지 않았다"고 쓰고 있다.
1955년 공군은 블루북의 목표를 UFO 사례들을 조사하는 것이 아니라 미확정된 UFO 보고들을 최소화하는 것으로 규정지었다. 1956년 말에 이르러 사례들의 미확인 처리 숫자는 루펠트가 담당했던 시기의 20-25%에서 1% 미만으로 떨어지게 된다.

### 그레고리 대위 시절
조지 T. 그레고리 대위는 1956년 블루북을 맡게 되었는데 클라크는 그에 대해 "무관심했던 하딘 대위 보다도 더 강력한 반-UFO 쪽으로 방향을 틀었다"고 했다. 4602 부대는 해산되었고 1066 항공 정보 서비스 중대가 UFO 조사를 담당하게 된다.
UFO 보고 사례들에 대한 조사는 실상 매우 적거나 없었고 그레고리 대위 시절 수정된 200-2 규정은 설명불가한 UFO 사례를 최소화하라는 내용이 강조되었다.
그레고리 대위가 다수의 설명불가한 UFO 사례들을 축소시킨 방법 중 하나는 재분류를 통해서였다. "가능성 있는 경우"는 "개연성"으로, "개연성"은 "확실성"으로 분류하였다. 이러한 논리를 따라 혜성일 가능성은 혜성일 개연성으로, 혜성일 개연성은 단호하게 혜성을 잘못 식별한 것으로로 분류되었다. 비슷한 방식으로 풍선 같은 특이한 물체를 목격했을 경우 블루북에서는 대부분 아무런 조사나 적절한 근거 없이 이를 풍선을 목격한 것으로 분류했다. 이러한 업무 절차들은 이후 이어진 블루북의 대부분의 조사들에 있어 표준이 되었다.

### 프렌드 중령 시절
로버트 J. 프렌드 중령은 블루북의 책임자로 1958년 임명되었다. 프렌드 중령은 프로젝트의 방향을 1954년 이전으로 돌리려는 몇 차례 시도를 했다. 클라크에 의하면 "프렌드 중령은 여러 관찰된 통계를 통해 목격 보고 파일과 카탈로그를 업그레이드하려고 시도했지만 재정과 협조의 부족으로 좌절되었다"고 썼다.
프렌드 중령의 노력에 감동한 하이넥 박사는 1959년 처음으로 블루북과 ATIC 인사들의 회동을 몇 차례 성사시켰다. 하이넥은 과거 몇몇 UFO 사례 보고들의 경우 "알 수 없는" 범주에서 "확인된" 범주로의 재평가를 제안했지만 수포로 돌아갔다.
프렌드 중령 시절 ATIC는 블루북을 다른 공군 기관 산하로 넘기려고 했지만 공군 연구개발센터나 공군 정보국 모두 관심이 없었다.
1960년 UFO에 관한 의회 청문회가 열렸다. 민간 UFO 연구 그룹인 NICAP은 UFO 증거를 은폐한 혐의로 블루북을 공개적으로 기소했으며 미의회에서도 몇몇이 동조하는 분위기였다. 블루북은 의회와 CIA로부터 조사를 받았으며 특히 민간 UFO 그룹인 NICAP 등은 블루북이 과학적 연구로서 부족하다고 비판했다. 이에 반응하여 ATIC는 인원을 보강했고 (총 세 명의 군 인사와 한 명의 민간인 비서로 구성) 블루북의 예산을 증강했다. 이 조처로 블루북에 대한 비판이 어느 정도 진정된 듯이 보였지만 잠시 동안 만이었고 수 년 후 비판은 더욱 거세지게 된다.
1963년 프렌드 중령이 다른 부서로 발령이 날 즈음 그는 블루북이 사실상 무용지물이며 해산되어야 한다고 여겼다. 이것이 대중의 반발을 살 지라도 말이다.

### 퀸타닐라 소령 시절
헥터 퀸타닐라 소령은 1963년 8월에 블루북 책임자로 임명되었다. 그는 대부분 UFO가 일상적 현상의 착오라는 이전의 전략을 지속했는데 그의 지도하에 있을 때 블루북은 가장 날카로운 비판들에 직면했다. UFO 연구가인 제롬 클라크는 블루북이 "모든 신뢰를 잃었다"고 쓰기까지 했다.
물리학자이자 UFO 연구가인 제임스 E. 맥도날드 박사는 대놓고 퀸타닐라 소령이 과학적인 면에서나 조사를 수행하는데 있어 "능력 부족이다"라고 선언했다. 한편 맥도날드 박사는 퀸타넬라가 윗선에 의해 직책에 임명되었을 뿐이며 블루북 운영지침에 따랐을 뿐이기에 "그에게 책임을 물을 수는 없다"고도 했다.
UFO 사례들에 대한 블루북의 설명은 보편적으로 받아들여지지 않았으며 일부 과학자들을 포함한 비판세력은 프로젝트 블루북이 의심스러운 연구를 수행했거나 혹은 은폐를 자행하고 있다고 몰아붙였다. 이러한 비판은 1960년대에 들어 더욱 강력해지고 확산되었다.
예를 들어 1965년에 미국 중서부와 남동부에서 주로 밤에 발생한 많은 UFO 목격 사례를 살펴보면 텍사스의 한 목격자는 "여러 색의 불빛"과 달걀이나 다이아몬드처럼 생긴 거대한 비행 물체를 보았고, 오클라호마의 고속도로 순찰대는 오클라호마 시티 근처의 틴거 공군기지에서 네 개의 UFO를 추적하고 그 중 몇 개가 대략 2만2천 피트에서 4천 피트로 몇 초 만에 급강하하는 장면을 목격했는데 이는 당시 비행 기술을 훌쩍 뛰어넘는 것이었다. 또한 캔사스 위치타의 기상학자인 존 쇼클리는 주정부 기상관측 레이더를 통해 이상한 비행 물체가 6천에서 9천 피트 상공을 비행하는 것을 관측하기도 했다. 이러한 목격 사례들은 대중에게 널리 알려졌다.
프로젝트 블루북은 목격자들이 목성이나 다른 밝은 별들(리겔이나 베텔게우스)과도 같은 것을 잘 못 본 것이라고 공식 결론지었다.
이러한 블루북의 해명에 대한 비판이 거세었고 오클라호마 과학예술재단 천문관의 디렉터인 로버트 라이저는 "이는 진실과 너무나도 다르다. 이러한 별들이나 행성들은 그 당시 오클라호마시티에서 볼 때 지구 반대편에 위치해 있었다"며 프로젝트 블루북에 대한 호된 비판을 했는데 이것이 대중들에게 널리 회자되었다.
리치몬드 뉴스 리더 신문의 편집진은 "프로젝트 블루북이 목격 사례에 대해 일축하려고 내놓은 해명은 미스테리를 해결하지 못했을 뿐 아니라 공군측에 우리에게 알리고 싶지 않은 무언가가 있다는 의혹을 고조시킬 뿐이다"하는 견해를 내놓았다. 한편 위치타에 있는 미국 국제합동통신사 기자는 "보통의 레이더는 행성이나 별들을 감지하지 못한다"고 했다.
블루북이 비난을 받았던 또 다른 사례로 소위 포티지 카운티의 UFO 추적 사건이라 불리는 것이 있다. 이는 1966년 4월 17일 새벽 5시 경에 오하이오 라벤나 근처에서 당시 경찰이었던 데일 스파와 윌버 네프는 둥근 형태의 은빛 물체가 아래쪽에서 밝은 빛을 내면서 대략 1천 피트 상공에 있는 것을 목격했다. 이들은 물체를 추격했고 (이 물체는 때로 50 피트까지 내려왔다고 한다) 다른 권역의 경찰들도 합세했다. 이 추적은 85마일가량 떨어진 펜실베니아 프리덤 근처까지 약 30분간 진행되었다.
UFO 추적은 전국적으로 보도되었고 경찰 측에서는 상세한 보고서를 블루북에 제출했다. 5일 후 경찰 중 한 명과만 짧게 인터뷰를 가진 뒤 (다수의 민간인 목격자들은 배제하고) 블루북의 책임자인 헥터 퀸타닐라 소령은 경찰들이 (그 중 한 명은 한국전쟁 당시 공군 사수였다) 처음에는 통신 위성을 따라가다가 나중에는 금성을 추적했다고 결론지었다.
이러한 해명은 널리 조롱당했으며 경찰은 이를 강력히 거부했다. 하이넥 박사는 반대되는 결론을 내리며 블루북의 결론이 터무니없다고 했다. 오하이오 하원의원인 윌리엄 스탠튼은 "공군은 이 지역사회에서 신망을 잃었다... 공공의 복지를 담당해온 이들이 더 이상 사람들이 진실을 감당할 수 있다고 여기지 않게 되면서 사람들은 더 이상 정부를 믿지 않게 되었다"고 했다.
1968년 9월, 하이넥 박사는 미 공군 해외기술처의 레이몬드 슬리퍼 대령에게서 편지를 받았다. 슬리퍼 대령은 하이넥 박사가 블루북의 조잡한 과학적 역량에 대해 공적으로 비난했음을 알고 있다며 어떻게 하면 과학적 조사 방식을 개선할 수 있는지에 대한 조언을 구했다. 이 편지에 대해 하이넥 박사는 "공군에 과학 자문으로 20년간 관계를 가져오면서 처음으로 UFO 문제에 대해 비판과 조언을 공식적으로 요청받은 첫 번째 사례였다"고 나중에 술회했다.
하이넥 박사는 1968년 10월 7일에 편지에 대한 자세한 답을 하면서 블루북이 개선할 수 있는 몇 가지 방안을 제시했다. 다음은 그 중 일부 내용이다:
1. ...블루북의 두 가지 임무인 UFO가 국가 안보에 위협이 되는가에 대한 것과 블루북에서 수집한 과학적 데이터들의 이용에 대해 두 가지 모두 제대로 이행되지 않았다.
2. 블루북 소속 직원들은 그 숫자에 있어서도, 또 과학적 훈련에 있어서도 모두 엄청나게 부적절했다.
3. 블루북의 폐쇄적 구조로 인하여 외부의 과학계와의 대화가 단절되면서 어려움을 겪었다.
4. 블루북이 차용한 통계적 방식은 우스꽝스러울 정도다.
5. 중대한 UFO 사례들에 대해 주의를 충분히 기울이지 않았고... 미미한 일상적 사건들과 지엽적인 홍보에 너무 많은 시간을 할애했다.
6. 한 달에 40-70개의 사례들을 수박 겉핥기 식으로 다루는 대신 과학적 중요성이 있다고 판단되는 한 두 건의 사례들에 집중해야 했다.
7. 블루북으로 유입되는 정보들 또한 매우 부적절했다. 지역 공군 기지에 있는 UFO 관련 장교들이 적절한 정보를 보내오는 경우는 거의 없었고 또한 블루북에서 처리하기에 불가능할 정도로 부하가 걸렸다.
8. 블루북의 사건에 대한 접근 방식과 태도는 비논리적이고 비과학적이다.
9. 과학 자문(하이넥 자신) 또한 부적절하게 사용되었다. 프로젝트에서 가치가 있다고 판단한 사례들만이 자문에게 제공되었다. 과학 자문의 활동 범위에 대해... 지속적인 방해가 있었고... 종종 흥미로운 사례가 블루북에 보고된 지 한 두 달이 지나서야 알게 되곤 했다.[17]

하지만 슬리퍼 대령의 비판 요청에도 불구하고 하이넥 박사의 논평 중 어떤 것도 블루북에 실질적인 변화를 가져오지는 못했다.
퀸타닐라 소령이 프로젝트에 대해 어떤 관점으로 임했는지는 "UFO는 공군의 딜레마다"라고 한 그 자신의 글에서 찾아볼 수 있다. 그는 이 글을 1975년에 썼는데 그가 사망한 이후인 1998년에야 출간되었다. 퀸타닐라는 인간만이 우주의 유일한 지적 생명체라고 생각하는 것은 오만이라는 자신의 개인적 믿음을 글로 남겼다.

### 의회 청문회
1966년 매사추세츠와 뉴햄프셔에서 연속으로 UFO 목격 사례가 발생되자 하원 군사위원회에서 의회 청문회를 열었다. 청문회 파일에 따르면 공군 측은 목격 사례가 그 지역에서 진행되었던 군사 훈련 때문이었다고 진술한 것으로 되어 있다. 그러나 NICAP(미국 대기 현상 조사 위원회)에서는 당시 그 지역에 비행기가 비행했다는 기록이 없다고 보고 했다. 또 다른 보고서에서는 목격된 UFO가 실제로는 휘발유 광고판을 장착한 비행기였다고 되어 있다. NICAP의 레이몬드 파울러가 지역 주민들을 탐문하였는데 공군 장교들이 UFO 목격 사례가 담긴 신문들을 압수하고, 그들이 본 것에 대해 이야기하지 말라고 지시했다는 증언을 들었다. UFO를 목격한 두 명의 경찰관 유진 버트랜드와 데이비드 헌트는 자신들의 명예가 공군으로 인해 실추되었다는 내용의 편지를 퀸타닐라 소령에게 썼다. "우리가 본 것을 군사 훈련으로 착각하는 것은 불가능하다. 고도의 문제도 그러하지만 어떤 종류의 훈련과도 착각할 수는 없다"며 분통을 터뜨리면서 그것이 풍선이나 헬리콥터일 수는 절대 없다고 덧붙였다. 공군의 해롤드 브라운 장관에 따르면 블루북은 조사, 분석, 그리고 수집된 정보들을 이해당사자들에게 전달하는 3단계로 구성되어 있다. 브라운 장관의 허가 아래 언론들은 청문회에 초청되었다. 청문회 당시 블루북은 보고된 UFO 목격 사례의 95%를 식별하고 설명을 제공하고 있었는데 이 사례들 중 어느 것도 외계인이나 국가 안보에 위협이 되지 않는다고 분류했다. 브라운 장관은 "이러한 사례들에 대한 구체적인 정보를 통해 이들이 외계에서 왔다고 믿는 과학자나 임원은 우리 조직에는 하나도 없다"라고 선언했다. 블루북의 과학 자문인 J. 알렌 하이넥 박사는 편집되지 않은 성명에서 UFO에 관하여 "중요한 문제가 실제로 존재하는 지의 여부를 결정하기 위해 민간 물리학자와 사회과학자로 구성된 패널을 구성해야 한다"고 제안했고 "외계인의 존재를 확증할 만한 증거를 본 적은 없지만 또한 어떤 종류의 외계 지적 생명체가 관련되어 있다고 진지하게 여기는 수준 있는 과학자들의 참여 또한 없었다"고 했다.

### 콘돈 위원회
블루북에 대한 비판은 1960년대 중반까지 계속 증가했다. NICAP의 회원 수는 15,000여명으로 늘어났고 이들은 UFO 증거를 은폐한 혐의로 미국 정부를 기소했다.
미 의회 청문회에 이어 표면적으로는 중립적인 과학 기구인 콘돈 위원회가 1966년 설립되었으나 일부 회원들이 에드워드 U. 콘돈 디렉터가 편견을 갖고 있다고 고발하였고 비판가들은 콘돈 보고서의 타당성과 과학적 엄격성에 의문을 제기했다.
결국 콘돈 위원회는 UFO에 대해 특별한 점은 없으며 소수의 설명되지 않은 사례가 있지만 보고서를 통해 이를 위한 추가 연구가 의미 있는 결과를 내지 못할 것이라고 주장했다.

### 프로젝트 종료
콘돈 위원회의 결과에 따라 공군 장관 로버트 C. 시맨스 주니어는 블루북이 곧 종료될 것이라고 하며 추가로 재정을 지원하기에는 "국가 안보나 과학적 유익의 근거가 정당화 될 수 없기 때문"이라고 이유를 설명했다. 블루북이 공식적으로 활동한 마지막 날은 1969년 12월 17일이었다.
블루북의 파일들은 알라바마 맥스웰 공군 기지 내의 기록 보관소로 이관되었는데 데이비드 시어 소령은 맥스웰 기지로의 이관에 대해 그곳이 "접근 가능하지만 환영하는 분위기는 아니기 때문"이라고 나중에 설명하기도 했다.
궁극적으로 프로젝트 블루북은 UFO 목격 사례들이 다음과 같은 이유들이었다고 밝혔다:
- 가벼운 형태의 집단 히스테리
- 사기나 홍보를 목적으로 목격 사례를 조작한 개인들
- 정신병자
- 다양한 물체들의 오인

2003년 4월, 미 공군은 공식적인 정부의 UFO 연구 프로그램을 재개할 즉각적인 계획은 없다고 발표했다.  하지만 2017년 12월, AATIP(첨단항공위협식별 프로그램)라는 새로운 기밀 UFO 연구에 2007년부터 2012년까지 연간 2천만 달러 이상의 자금이 지원되었다는 사실이 밝혀졌다.

## UFO에 대한 미공군의 공식 성명
아래는 미공군의 자료 95-03 조항에 명시된 UFO에 관한 미공군의 공식 성명이다.
1947년부터 1969년까지 공군은 프로젝트 블루북을 통해 미확인 비행 물체를 조사했다. 이 프로젝트는 오하이오 라이트-패터슨 공군기지에 본부를 두었었고 1969년 12월 17일로 종료되었다. 프로젝트 블루북에 보고된 총 12,618개의 사례 보고 중에서 701개가 "미확인"으로 남았다.

UFO 조사를 중단하기로 한 결정은 "미확인 비행 물체에 대한 과학적 연구"라는 제목의 콜로라도 대학교 보고서에 기반했다. 이 보고서와 1940년부터 1969년까지 공군에서 조사한 UFO 보고서들을 국립과학아카데미에서 검토하였다.
이러한 조사들과 연구, 그리고 1948년부터 UFO 사례들을 조사해온 경험의 결과, 프로젝트 블루북의 결론은 다음과 같다:
1. 공군에 의해 보고, 조사 및 평가 결과 UFO는 국가 안보에 대한 위협의 징후를 갖고 있지 않았다.
2. "미확인"으로 분류된 목격 사레들이 현재의 과학적 지식의 한계를 넘어서는 기술 발전이나 원리를 갖고 있다는 증거가 공군에 제출되거나 발견되지 않았다.
3. "미확인"으로 분류된 목격 사례들이 외계 물체임을 나타내는 증거는 없었다.

프로젝트 블루북 종료와 함께 UFO를 조사하고 분석하는 프로그램을 수립하고 통제하던 공군 규정은 폐지됐다. 이전 블루북의 조사 기록들은 군사령부의 국립문서기록원으로 영구 이관되었으며 공개 검토 및 분석이 가능하다.
많은 대학과 전문 과학 단체들은 UFO 현상에 대해 정기적 모임이나 세미나를 열고 있다. 이러한 비행 현상들에 관심있는 민간 단체들은 게일 리서치에서 발행한 <협회 백과사전>에서 찾아볼 수 있다. 민간 단체들의 UFO 관련하여 나온 자료들을 정기적으로 점검하여 과학계에서 중요한 증거들을 놓치지 않도록 하고 있다. UFO를 목격하고 보고하고자 한다면 지역의 법집행 기관에 연락하도록 조언하라.

### 블루북 이후 미공군의 UFO 관련활동
공군 부참모총장 산하 개발 및 획득 부국장인 캐롤 H. "립" 볼렌더 준장이 서명한 1969년 10월 20일자 공군 메모(정보 자유법을 통해 발표됨)에 보면 블루북이 해산된 이후에도 "UFO 보고"가 "이 목적을 위해 설계된 표준 공군 절차를 통해 계속 처리될 것"이라고 밝히고 있다. 또한 "국가 안보에 영향을 미칠 수 있는 미확인 비행 물체에 대한 보고는... 블루북의 소관이 아니다"라고 쓰고 있다. 현재까지는 이러한 다른 조사 채널이나 기관, 또는 단체 그리고 볼렌더 준장의 참여 여부는 알려지지 않고 있다. 1965년 장군이 된 볼렌더 준장은 메모 초안 작성시 아폴로 프로그램의 달 탐사 모듈 작전을 위한 프로그램 관리자였으며 동료 공군 장교인 사무엘 C. 필립스에게 보고했을 가능성이 높다. 볼렌더 준장은 1972년 공군에서 은퇴할 때까지 이 직위와 계급을 유지했다.
더하여, 블룸이 정보자유법을 통해 요청한 보고서는 미 공군이 UFO 목격, 특히 1960년대 후반부터 1970년대 중반까지 미군의 핵무기가 있는 시설들에서 발생한 수십 건의 UFO 조우 사례들을 계속해서 목록화하고 추적하고 있음을 보여주고 있다. 블룸은 이러한 공식 문서 중 일부가 정부의 일반적인 건조하고 관료적인 문체에서 크게 벗어나 있으며 이러한 UFO 사건들이 많은 공군 인사들에게 "공포"로 다가왔음을 보여준다고 주장한다.

## 프로젝트 블루북 특별 보고서 14번
1951년 12월 말 루펠트는 오하이오 콜럼버스에 기반을 둔 싱크탱크인 바텔 기념 연구소 회원들과 만남을 가졌다. 루펠트는 이들이 공군의 UFO 연구를 보다 과학적으로 만드는데 도움을 줄 수 있기를 원했다. 표준화된 보고 양식을 고안한 것도 바텔 측이었다. 1952년 3월 말부터 연구소는 기존의 목격 보고서를 분석하고 컴퓨터 분석을 위해 IBM 천공 카드에 약 30개의 보고서 특성을 인코딩하기 시작했다.
프로젝트 블루북 특별 보고서 14번은 루펠트가 블루북을 떠난 후 보고서가 완성된 1954년 당시까지 약 3,200건의 사례에 대한 대규모 통계 분석이었다. 오늘날에도 이것은 지금껏 수행된 비슷한 연구들 중 가장 큰 규모로 바텔 연구소는 네 명의 과학자들을 고용하여 사례들을 "확인", "미확인", "정보부족"으로 분류했으며 또한 "확인"과 "미확인"에 속한 사례들을 네 가지로 등급을 매겼다. 예를 들어 우수하다고 판단되는 사례에는 항공사 조정사 또는 훈련된 군인과 같은 경험이 풍부한 증인이나, 다수의 증인, 혹은 레이더 자료나 사진과 같은 확증 증거가 포함될 수 있었다. 만약 사례를 "확인" 범주로 분류하려면 두 명의 분석가가 독립적으로 조사하여 그렇다고 동의해야 했으며 만약 "미확인" 범주로 분류하려면 네 명의 분석가 모두의 동의를 얻어야 했다. 따라서 "미확인"에 대한 기준은 상당히 엄격한 편이었다.
또한 목격 사례들을 색상, 횟수, 관찰 시간, 밝기, 모양, 속도의 6가지 특성으로 분류한 다음 이런 것들을 "확인" 사례와 "미확인" 사례들 간에 비교하여 통계적으로 유의미한 차이가 있는 지도 확인했다.
이러한 통계 분석의 주요 결론은 다음과 같다:
- 사례의 약 69%가 알려지거나 확인된 것으로 판단되었고 (이 중 38%는 결정적으로 확인된 것으로 간주된 반면 31%는 여전히 "의심스럽다"는 설명이 붙었다) 약 9%는 불충분한 정보로 분류되었다. 공군 연구에서 분류했던 "알 수 미확인"이 28%였던데 비해 22%로 감소되었다.
- "확인" 범주의 경우 86%는 항공기, 풍선, 또한 천문학적 현상으로 설명되었고 전체 사례의 1.5%만이 심리적, 혹은 정신적 문제가 있는 경우로 판단되었다."기타" 범주는 8%였으며 여기에는 사기 행위 같은 것들이 포함되었다.
- 우수한 사례들의 경우 "미확인"으로 분류될 가능성이 높았는데 우수 사례들의 35%가 "미확인"으로 분류된 반면 불량 사례들의 경우 18%만이 그랬다.

한편 바텔 연구소의 최종 보고서의 요약 부분을 보면 "미확인 비행 물체에 대한 보고들 중... 현재 지식의 범위를 벗어난 발전된 기술일 가능성은 매우 낮다"고 쓰고 있다. 브루스 맥카비 박사를 비롯한 여러 연구가들은 이 보고서를 면밀히 검토하였는데 이들의 분석 결과가 240개의 차트와 표, 그래프, 지도를 통한 자체 통계와 이상스럽게도 상반된다고 평가했다. 이는 아마도 자신들의 결론을 받아들이기 힘들었거나 아니면 로버트슨 패널 이후 블루북 내의 새로운 정치적 분위기를 충족시키는 결론을 내렸다고 추측하는 이들이 있다.
1955년 10월 공군이 마침내 특별 보고서 14번을 공개했는데 이는 UFO가 존재하지 않는다는 것을 과학적으로 증명한다는 주장이었다. 이 주장에 대해 비판하는 이들은 이 보고서가 실제로  "미확인"이 통계적으로 매우 유의미하게 "확인"과 차이를 보인다는 점을 지적했다. 또한 공군은 실제로는 "미확인"이 22%임에도 불구하고 3% 뿐이라는 잘못된 주장을 했다. 더 나아가 완전한 자료를 이용할 수 있다면 그 나머지 3%도 없어질 것이라고 주장했다. 하지만 그러한 사례들은 이미 "정보부족" 범주로 분류되었다는 점과 "확인"과 "미확인" 범주에 속한 것들은 충분한 정보들을 가지고 있다고 간주되었다는 사실을 무시했다고 반박을 당했다. 또한 "미확인"의 경우들은 보통 우수한 사례들인 경향이 있었다. 즉 더 우수한 정보와 목격자가 있는 경우가 많았다.
이 기념비적인 바텔 연구소의 결론은 1979년 프랑스 GEPAN 보고서에 반영되었는데 거기서 면밀한 조사를 거친 1,600개 이상의 UFO 사례들 중 4분의 1가량에 대해 일정 부분 "실제적 의문이 제기된다"고 했다. GEPAN의 뒤를 이은 SEPRA가 2004년 문을 닫기까지 5,800건의 사례들이 분석되었고 설명할 수 없는 미지수의 비율은 약 14%로 떨어졌다. SEPRA의 책임자였던 장 자크 벨라스코 박사는 이 설명 불가한 사례들 중에서 매우 설득력있는 외계의 기원의 증거를 발견했다며 2005년에 책을 저술하기도 했다.

## 하이넥 박사의 비판
하이넥 박사는 UFO가 허구라는 것을 밝히려 한 로버트슨 패널의 준회원이었다. 하지만 수 년 후 하이넥 박사의 UFO에 관한 견해는 바뀌었고 패널이 미해결 미스테리들에 대한 과학적 조사를 해야 했다고 생각했다. 미 정부의 UFO 연구에 처음부터 끝까지 함께 했던 유일한 과학자로서 그는 프로젝트 사인, 그러지, 블루북에 대한 독특한 시점을 제공할 수 있었다.
과학적 조사의 희망을 가졌지만 그는 블루북에 점점 더 환멸을 느끼게 되었고 공군의 무관심, 무능, 조잡한 연구에 대해 비난했다. 블루북은 "조사하지 않고 설명하는 이들"로 비난을 받았다는 사실을 그는 기억했다.
블루북은 처음 루펠트 대위로부터 하딘 대위, 그레고리 대위, 프렌드 소령, 그리고 마지막으로 헥터 퀸타닐라 소령이 책임을 맡았었다. 이들 중 하이넥 박사는 루펠트와 프렌드에 대해서만 좋은 소리를 했다. 루펠트에 대해서는 "그와 함께 하면서 나는 그가 현상 전체에 대해 정직하고 진지하게 의문을 가지고 있는 것을 발견했다"고 했으며 프렌드의 경우 "블루북에서 함께 일했던 모든 장교들 중 프렌드 소령을 나는 존경한다. 그가 개인적으로 어떤 견해를 가졌는지는 모르지만 그는 완전한 실용적 현실주의자였고 모든 것을 관장하는 위치에서 프로젝트의 한계를 인식했다. 하지만 그는 다른 몇몇 블루북 책임자들이 보여주었던 과격함 없이 존엄성을 가지고 행동했다"고 평했다.
하이넥 박사는 퀸타넬라 소령에 대해서는 "퀸타넬라의 방식은 간단했다. 자신의 가설에 반대되는 증거들은 무시했다"며 특히 낮게 평가하며 퀸타넬라 소령이 블루북 책임자로 재임하는 동안 "넌센스라는 깃발이 높이 휘날렸다"고 폄하했다. 또한 하이넥은 퀸타넬라의 부하 중 한 명인 데이비드 무디 상사가 "재판도 있기 전에 유죄 판결을 내리는 방식"을 전형화했다며 자신이 이해하지 못하거나 좋아하지 않는 것은 가차없이 정신병적 범주에 넣었다. 즉 "똘아이"라는 것이다"라고 했다.
하이넥 박사는 무디 상사가 UFO 목격 사례를 철저히 조사하기를 거부했던 일에 대해서도 밝히며 "그는 가능성의 대왕이었다. 풍선일 가능성, 비행기일 가능성, 새일 가능성 등과 같이 말이다. 그러고 이런 가능성들은 그의 손을 거쳐 개연성 있는 설명으로 둔갑한다"고 묘사했다.

## 대중문화 속의 프로젝트 블루북

### 프로젝트 U.F.O.
1978년에서 1979년에 방영된 TV 드라마 <프로젝트 U.F.O.> (어떤 국가에서는 프로젝트 블루북이라는 이름으로 방영)는 프로젝트 블루북 사례들을 기반으로 만들었다고 알려져 있다. 하지만 드라마는 종종 실제 프로젝트의 결론과는 다른 결말로 가곤 했다. 이 드라마는 외계인이 지구에 호모 사피엔스 사이에 섞여서 살고 있다는 가정을 하고 있다.

### 트윈 픽스
프로젝트 블루북은 1990-1991년 방영된 <트윈 픽스> 두 번째 시즌에서 중요한 줄기를 이루고 있다. 프로젝트에서 일했던 갈랜드 브릭스 소령이 주인공인 데일 쿠퍼를 만나 트윈 픽스 마을 주변에서 송신된 전파를 공군에서 탐지했는데데 쿠퍼의 이름이 나왔다고 한다. 후에 이 송신처는 인간 감정인 고통을 먹고 사는 존재가 거주하는 초차원적 영역인 검은 오두막임이 밝혀진다. 결국에 가서 브릭스 소령은 쿠퍼의 라이벌인 FBI 요원 윈덤 얼과 함께 일했으며 이들은 프로젝트 블루북에서 일하면서 검은 오두막의 확실한 증거를 발견한 것으로 밝혀진다.

### 갤럭티카 1980
<배틀스타 갤럭티카>의 스핀오프 시리즈인 <갤럭티카 1980>의 모든 에피소드의 끝에는 UFO의 존재는 입증되지 않았으며 "국가 안보에 위협이 되지 않는다"라는 1969년 미 공군의 프로젝트 블루북의 결론에 대한 짧은 성명이 나온다.

### 프로젝트 블루북 (2019년)
히스토리 (텔레비전 채널)에서 <프로젝트 블루북>이라는 드라마 시리즈를 2019년 1월부터 방영했다.